# Melese
Melese este un gen de insecte lepidoptere din familia Arctiidae.

## Specii[1]
- Melese albogrisea
- Melese amastris
- Melese aprepia
- Melese asana
- Melese babosa
- Melese binotata
- Melese blanda
- Melese castrena
- Melese chiriquensis
- Melese chozeba
- Melese columbiana
- Melese costimacula
- Melese cruenta
- Melese cutheans
- Melese dorothea
- Melese drucei
- Melese endopyra
- Melese erythrastis
- Melese flavescens
- Melese flavimaculata
- Melese flavipuncta
- Melese frater
- Melese hampsoni
- Melese hebetis
- Melese incertus
- Melese inconspicua
- Melese innocua
- Melese intensa
- Melese klagesi
- Melese laodamia
- Melese lateritius
- Melese leucanioides
- Melese leucostigma
- Melese monima
- Melese nebulosa
- Melese niger
- Melese nigromaculata
- Melese nigropunctata
- Melese ocellata
- Melese paranensis
- Melese peruviana
- Melese petropolidis
- Melese postica
- Melese pumila
- Melese punctata
- Melese pusilla
- Melese quadrina
- Melese quadripunctata
- Melese rubricata
- Melese russata
- Melese signata
- Melese silvicola
- Melese sixola
- Melese sordida
- Melese sotrema
- Melese surdus
- Melese underwoodi